# Marcus Thätner
Marcus Thätner (Fráncfort del Óder, 11 de febrero de 1985) es un deportista alemán que compitió en lucha libre. Ganó una medalla de bronce en el Campeonato Europeo de Lucha de 2007, en la categoría de 66 kg.

## Palmarés internacional
| Campeonato Europeo | Campeonato Europeo | Campeonato Europeo | Campeonato Europeo |
| Año                | Lugar              | Medalla            | Categoría          |
| ------------------ | ------------------ | ------------------ | ------------------ |
| 2007               | Sofía (Bulgaria)   | Medalla de bronce  | 66 kg              |